# Birger Bjerre
Karl Birger Bjerre, född 23 juli 1902, död 21 januari 1993, var en svensk språkforskare och skolman. Han var far till Kerstin Aspegren.
Bjerre blev filosofie doktor 1935 och var docent i nordiska språk vid Lunds universitet 1938–1940. Han blev 1940 lektor vid Malmö högre allmänna läroverk och 1942 rektor vid Katedralskolan i Lund. Bjerres främsta vetenskapliga arbete var Nordiska konjunktionsbildningar med temporal innebörd (1935–1938) med viktiga bidrag till kännedomen och de nordiska språkens syntax. Han blev riddare av Nordstjärneorden 1949  och kommendör av samma orden 1965. Birger Bjerre är begravd på Sankt Pauli norra kyrkogård i Malmö.